# Олексіївська сільська рада (Дніпропетровська область)
| Олексіївська сільська рада — орган місцевого самоврядування у Юр'ївському районі Дніпропетровської області з адміністративним центром в селі Олексіївка. Олексіївська сільська рада розташована в північно-східній частині Юр'ївського району Дніпропетровської області, за 25 км від районного центру. Сільській раді підпорядковані населені пункти: - c. Олексіївка - с. Новочорноглазівське - с. Пшеничне - с. Сокільське - с. Улянівка - с. Федорівське |

## Склад ради
Рада складається з 14 депутатів та голови.

## Керівний склад сільської ради
| ПІБ                         | Основні відомості                                                              | Дата обрання | Дата звільнення |
| --------------------------- | ------------------------------------------------------------------------------ | ------------ | --------------- |
| Водолажко Віктор Михайлович | Сільський голова, 1955 року народження, освіта, член Селянської партії України | 26.03.2006   | 31.10.2010      |
| Водолажко Віктор Михайлович | Сільський голова, 1955 року народження, освіта вища, член Партії регіонів      | 31.10.2010   |                 |

Примітка: таблиця складена за даними джерела

## Соціальна сфера
На території сільської ради знаходяться такі об'єкти соціальної сфери:
- Олексіївській фельдшерський пункт;
- Сокільський фельдшерський пункт;
- Федорівський фельдшерський пункт;
- Сокільський сільський клуб;
- Олексіївська сільська бібліотека.